# Schloss Neu-Buckow
Schloss Neu-Buckow (polnisch) ist ein Schloss im  polnischen Bukówko, Gemeinde Tychowo (Groß Tychow), Powiat Białogardzki (Kreis Belgard), Woiwodschaft Westpommern.
Neu Buckow war ein altes Lehen der von Münchow, deren Name auf wendische Wurzeln verweist. Schon in wendischer Zeit befand sich am Ort des heutigen Schlosses vermutlich eine Burg. Im Jahr 1810 wurden die von Heydebreck Besitzer von Gut und Schloss. Zum Gut gehörte das Vorwerk Sodhof und der Gutshof Rottow.